# Lohhof (Herzogenaurach)
Lohhof ist ein Gemeindeteil der Stadt Herzogenaurach im Landkreis Erlangen-Höchstadt (Mittelfranken, Bayern). Lohhof liegt in der Gemarkung Niederndorf.

## Geographie
Die Einöde besteht aus drei Wohn- und drei Nebengebäuden. Unmittelbar nördlich liegt die Herzo Base, unmittelbar südlich Herzogenaurach. Beim Ort entspringt der Lohhofer Graben, ein linker Zufluss der Mittleren Aurach. Ein Anliegerweg mündet 50 Meter weiter nördlich in den PUMA Way, ein Wirtschaftsweg führt 50 Meter weiter südlich zur Leonhard-Ritter-Straße.

## Geschichte
Das Hochgericht übte das bambergische Centamt Herzogenaurach aus. Grundherr über den Hof war die Schönborn’sche Herrschaft Pommersfelden. Unter der preußischen Verwaltung (1792–1806) des Fürstentums Bayreuth erhielt Lohhof die Hausnummer 40 des Ortes Niederndorf.
Das bayerische Urkataster zeigt den Lohhof in den 1810er Jahren mit einer Herdstelle nebst Wirtschaftsgebäuden, einem Brunnen und drei zusammen etwa 1,3 Hektar großen Weihern. 
Im Rahmen des Gemeindeedikts wurde Lohhof dem 1811 gebildeten Steuerdistrikt Herzogenaurach und der 1818 gegründeten Ruralgemeinde Niederndorf zugeordnet.
Am 1. Mai 1978 wurde Lohhof im Zuge der Gebietsreform in die Stadt Herzogenaurach eingegliedert.

### Einwohnerentwicklung
| Jahr      | 001818 | 001861 | 001871 | 001885 | 001900 | 001925 | 001950 | 001961 | 001970 | 001987 |
| Einwohner | 10     | 11     | 15     | 15     | 8      | 18     | 18     | 18     | 15     | 9      |
| Häuser    | 2      |        |        | 2      | 1      | 2      | 2      | 2      |        | 2      |
| Quelle    | [ 9 ]  | [ 10 ] | [ 11 ] | [ 12 ] | [ 13 ] | [ 14 ] | [ 15 ] | [ 16 ] | [ 17 ] | [ 1 ]  |

## Religion
Der Ort ist römisch-katholisch geprägt und war ursprünglich nach St. Magdalena (Herzogenaurach) gepfarrt, seit dem 20. Jahrhundert ist die Kuratie St. Josef (Niederndorf) zuständig. Die Einwohner evangelisch-lutherischer Konfession sind in die Evangelisch-lutherische Pfarrkirche (Herzogenaurach) gepfarrt. Eine Wegkapelle etwa 300 m östlich des Hofes ist neuzeitlicher Entstehung.